# Warlords Battlecry II
Warlords Battlecry II est un jeu vidéo de stratégie en temps réel (STR) développé par SSG et publié sur PC par Ubisoft le 11 mars 2002 aux États-Unis et le 5 avril 2002 en France. Il est le deuxième épisode de la série et fait suite à Warlords Battlecry publié en 1999. Le jeu se déroule dans le monde médiéval-fantastique d'Etheria  dans lequel le joueur dirige une des douze factions disponibles - les humains, les nains, les morts-vivants, les hauts-elfes, les elfes des bois, les elfes noirs, les barbares, les minotaures, les orcs, les fées, les démons et les nains noirs - chacune disposant d’unités et de caractéristiques distinctes. Comme son prédécesseur, le jeu incorpore des éléments de jeu vidéo de rôle. Le joueur peut en effet créer des héros pouvant gagner de l’expérience et apprendre des sorts. La campagne diffère de celle de son prédécesseur et propose de partir à la conquête des différentes régions d’Etheria via une carte similaire à celle du jeu de plateau Risk. Le jeu fut bien reçu par les journalistes spécialisés qui mettent notamment en avant la qualité de la campagne et le grand nombre de races, de héros et d’unités disponibles qui ne révolutionne pas le genre mais qui en font tout de même un solide jeu de stratégie.
Le jeu a fait l'objet d'une suite - baptisée Warlords Battlecry III – publiés en 2004.

## Trame
Warlords Battlecry II se déroule dans le monde médiéval-fantastique d'Etheria déjà développé dans la série de jeu de stratégie au tour par tour Warlords et dans le premier Warlords Battlecry. Celui-ci est le théâtre d'affrontement entre douze factions :  les humains, les nains, les morts-vivants, les hauts-elfes, les elfes des bois, les elfes noirs, les barbares, les minotaures, les orcs, les fées, les démons et les nains noirs.

## Système de jeu
Le système de jeu de Warlords Battlecry II est similaire à celui de son prédécesseur qui s'inspirait de Warcraft II . Comme dans celui-ci, le joueur doit gérer ses ressources, développer sa base et créer une armée pour combattre ses adversaires. Le joueur peut choisir d'incarner le leader d'une des douze factions du jeu - les humains, les nains, les morts-vivants, les hauts-elfes, les elfes des bois, les elfes noirs, les barbares, les minotaures, les orcs, les fées, les démons et les nains noirs - chacune disposant d’unités et de caractéristiques distinctes. Comme son prédécesseur, le jeu incorpore des éléments de jeu vidéo de rôle. Le joueur peut en effet créer des héros pouvant gagner de l’expérience au fur et à mesure des combats ou en accomplissant des quêtes. Comme dans Warlords Battlecry, quatre ressources sont disponibles dans le jeu :  l'or, la pierre, le métal, le cristal. Elles sont toutes représentées sur la carte par l'intermédiaire de bâtiments capables d'être convertis par le héros pour collecter les ressources. Ces mines peuvent être de différents niveaux qui déterminent la productivité de celles-ci.
Plusieurs mode de jeu sont disponibles dans Warlords Battlecry. La campagne solo  diffère de celle de son prédécesseur et propose de partir à la conquête des différentes régions d’Etheria via une carte similaire à celle du jeu de plateau Risk, le joueur pouvant ainsi choisir son itinéraire de contrée en contrée. Le joueur peut également affronter l'intelligence artificielle du jeu ou jusqu'à six joueurs, le mode multijoueurs permettant de jouer en réseau local, par modem ou sur Internet. Dans ce mode de jeu, il est possible de jouer sur des cartes paramétrables prévues à cet effet ou générées aléatoirement et il est possible de définir différentes conditions de victoire,.

## Accueil
| Warlords Battlecry II |      |       |
| Média                 | Nat. | Notes |
| Computer Gaming World | US   | 4.5/5 |
| GameSpot              | US   | 82 %  |
| GameSpy               | US   | 85%   |
| Gen4                  | FR   | 3/6   |
| IGN                   | US   | 85 %  |
| Jeuxvideo.com         | FR   | 80 %  |
| Joystick              | FR   | 68 %  |
| PC Gamer UK           | GB   | 73 %  |

## Postérité
Le jeu a fait l'objet d'une suite - baptisé Warlords Battlecry III et développé par Infinite Interactive – qui publié par Enlight Software le 19 mai 2004.